# Ателла
Ателла (італ. Atella) — муніципалітет в Італії, у регіоні Базиліката,  провінція Потенца.
Ателла розташована на відстані близько 290 км на південний схід від Рима, 29 км на північний захід від Потенци.
Населення — 3840 осіб (2014).
Покровитель — Santa Maria Nives.

## Демографія
Населення за роками:

Станом на 1 січня 2023 року в муніципалітеті офіційно проживали 124 іноземці з 21 країни, серед них 33 громадяни країн Євросоюзу та 8 громадян України.

## Сусідні муніципалітети
- Авільяно
- Белла
- Калітрі
- Філіано
- Ріонеро-ін-Вультуре
- Рипакандіда
- Руво-дель-Монте
- Сан-Феле